# The Spanish Recordings: Extremadura
The spanish recordings: Extremadura es una recopilación de canciones realizadas por Alan Lomax en Extremadura, de la serie The spanish recordings agrupadas posteriormente como recopilación en el disco World library of folk and primitive music vol. 4: Spain. Con grabaciones de distintas partes de España. Tras el inicio del Macarthismo Alan Lomax vino a Europa donde hizo una serie de grabaciones, en su estancia en España estuvo en distintos sitios, entre ellos Extremadura, donde hizo la grabación de este disco.
En el álbum, encontramos las únicas grabaciones que se conservan del folclorista Manuel García Matos interpretando melodías de flauta y tamboril

## Listado de canciones
1. Pindongos I. 0:34. Manuel García Matos
2. Pindongos II. 0:33. Manuel García Matos
3. Pindongos III. 0:35. Manuel García Matos
4. Te Quiero (A la Rama). 0:44. Interpretado por: Domitila Parra, Visitación Jorna, Antónia Crespo,
5. Ahí la Tienes Delante. 2:12
6. La Niña de los Madriles. 2:25. Balbina Díaz Jiménez y Marcelina Díaz Jiménez.
7. Griselda (Conde Claros Fraile). 1:42. José Canal
8. Con Esta Arrabelita. 0:20. Francesca Díaz
9. El Testamento del Pastor. 1:41. Interpretado por: Juan "Pastor" (Juan Campo Barquillas)
10. El Pobrete y la Monja. 0:59. Marcelina Díaz Jiménez.
11. Una Pulida Hortelana (El Fraile y el Burro de la Hortelana). 6:37. José Canal
12. El Castigo del Sacristán. 1:04 . Interpretado por: Balbina Díaz Jiménez y Marcelina Díaz Jiménez.
13. Quita y Pón. 1:43. Manuel García Matos
14. Quita y Pón. 1:48  Santiago Béjar
15. Venimos de la Dehesilla. 2:00
16. La Catalina (Las Señas del Esposo). 1:12. José Canal
17. Fierabrás/Carlomagno (Los Doce Pares de Francia). 4:44. Campos Barquilla
18. El Pájaro Pinto. 1:29. Interpretado por: Balbina Díaz Jiménez y Marcelina Díaz Jiménez.
19. Las Bodas de Inesilla y Brillante. 2:40. Interpretado por: Domitila Parra, Visitación Joma, Antónia Crespo,
20. La Bastarda y el Segador. 2:27. José Canal
21. Amores He Tendo (La de San Juan). 1:40. Interpretado por: Balbina Díaz Jiménez y Marcelina Díaz Jiménez.
22. Gerineldo. 2:50. Marcelina Díaz
23. La Virgen Salió a Pedir (La Huida de Egipto). 0:54. Interpretado por: Asunción Borrequero Morales.
24. Mañanita de San Juan (El Conde Niño). 3:33. Interpretado por: Balbina Díaz Jiménez y Marcelina Díaz Jiménez.
25. Fandango and Jota. 0:38. Manuel García Matos.
26. Fandango and Jota. 1:08. Manuel García Matos.
27. Los Siete Lobos (La Loba Parda). 2:20. Bernarda Mateos Sánchez.
28. Un Mocito Sevillano. 2:24. Interpretado por: Balbina Díaz Jiménez y Marcelina Díaz Jiménez.
29. Delgadina. Campos Barquilla. 4:22
30. Por las Calles de Madrid (La Adúltera y el Cebollero). 1:13. Interpretado por: Domitila Parra, Visitación Joma, Antónia Crespo.
31. El Cerandeo. 1:33
32. La Tonadita Llana. 1:28. Interpretado por: Balbina Díaz Jiménez y Marcelina Díaz Jiménez.
33. El Judío Honrado (El Bonetero de la Trapería). 2:36. Interpretado por: Balbina Díaz Jiménez y Marcelina Díaz Jiménez.
34. Esta Mi Calle Regada (Albaniña) 3:00.  Interpretado por: Balbina Díaz Jiménez y Marcelina Díaz Jiménez.
35. El Mozo Arriero y los Siete Bandoleros. 3:55. Juan Campo Barquilla.
36. Larín Larero (Bernal Francés). 2:04. Interpretado por: Balbina Díaz Jiménez y Marcelina Díaz Jiménez.
37. Danzas de Paloteo: La Zarza 2/4. 0:42. Manuel García Matos
38. Danzas de Paloteo: El Cardo 2/4. 0:21. Manuel García Matos
39. Danzas de Paloteo: La Gascona 3/4. 0:42. Manuel García Matos
40. Danzas de Paloteo: La Canarda (La Moza Gallarda). 0:43. Manuel García Matos
41. Danzas de Paloteo: La Sárnica 6/8. 0:46. Manuel García Matos
42. Danzas de Paloteo: La Zorra 6/8. 0:40. Manuel García Matos